# Centovalli
Centovalli (in dialetto ticinese Cent Vai) è un comune svizzero di 1 170 abitanti del Canton Ticino, nel distretto di Locarno.

## Geografia fisica
Il territorio del comune coincide con quello dell'omonima valle, che inizia nella frazione di Intragna e finisce presso il confine italo-svizzero di Camedo. Da qui, in territorio italiano, comincia la Val Vigezzo, che prosegue fino a Domodossola. Costituisce la parte orientale di un sistema vallivo trasversale rispetto alle principali valli ticinesi e del Toce; è attraversata dal torrente Melezza, che si getta nel fiume Maggia poco oltre Ponte Brolla.

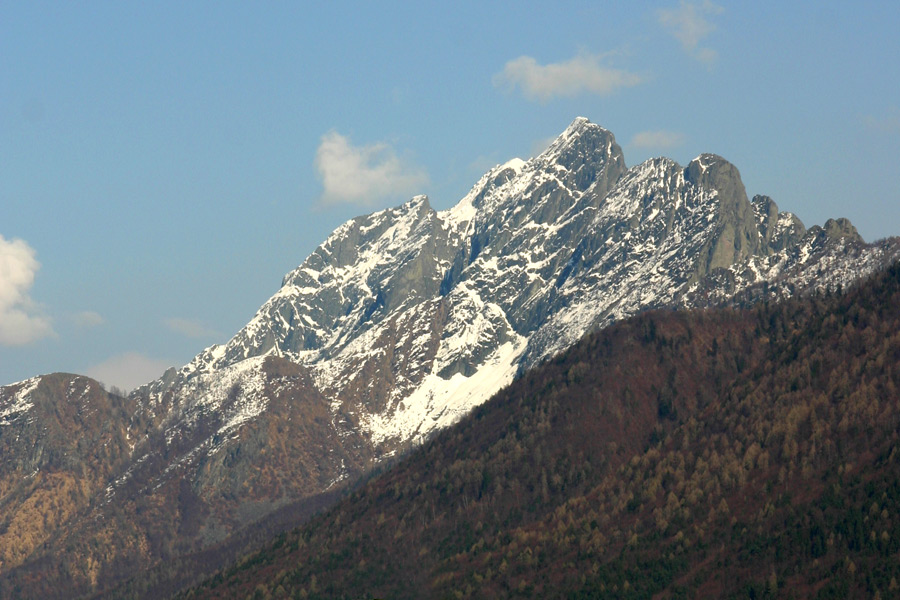
Il Monte Limidario o Gridone

La valle si trova dal punto di vista orografico nelle Alpi Ticinesi e del Verbano (sottosezione delle Alpi Lepontine). È circondata da due catene di monti che hanno a sud il Monte Limidario o Gridone a 2 188 m  s.l.m. e a nord il Pizzo Ruscada a 2 004 m s.l.m. come vette più alte; le due catene di monti degradano poi rapidamente verso est. Tranne i villaggi di Golino e Intragna, che si trovano sul fondo valle, il resto degli insediamenti si trova su terrazzi posti sui fianchi della vallata, tra i 600 e i 900 m s.l.m..

## Storia
La prima citazione scritta di questa valle, chiamata Centum valles, risale al 1185; il comune, attestato dal XIII secolo, aveva come capoluogo Palagnedra. Gli insediamenti di Borgnone, Palagnedra e Rasa costituivano la vicinia di Centovalli fin dal XIII secolo e questa, assieme alla vicinia di Golino e Intragna, costituiva la pieve di San Vittore, parte integrante del Comun Grande di Locarno e Ascona. Nel 1531 i cantoni sovrani svizzeri si opposero alla richiesta di separazione da Locarno inoltrata da queste comunità.
Il comune delle Centovalli era stato soppresso nel 1838 con la divisione nei nuovi comuni di Borgnone e Palagnedra.
È stato ricostituito il 25 ottobre 2009 con la fusione dei comuni soppressi di Borgnone, Intragna (che nel 1972 aveva a sua volta inglobato il comune soppresso di Rasa, separatosi da Palagnedra nel 1864) e Palagnedra. Il capoluogo comunale è la frazione di Intragna. La fusione è stata decisa dal Consiglio di Stato l'8 aprile 2009.

## Monumenti e luoghi d'interesse
- Chiesa parrocchiale di Santa Maria Assunta, del 1364-1365 a Borgnone[6];
- Oratorio di Sant'Anna in località Costa, del 1668;
- Chiesa di San Lorenzo a Camedo[7];
- Inizio della Via del Mercato a Camedo[8];
- Chiesa di San Gottardo (1722-1738) a Intragna con il campanile più alto del Canton Ticino, di 65 m (1765-1775)[2];
- Chiesa parrocchiale di San Giorgio in località Golino, attestata dal 1297[2];
- Oratorio della Madonna della Neve in località Terra vecchia (Rasa), risalente al 1615;
- Museo regionale delle Centovalli e del Pedemonte, istituito nel 1989 ad Intragna[2] nella Casa Maggetti del XVI secolo;
- Ponte romanico sulla strada Intragna-Remagliasco, costruito nel 1588;
- Chiesa di San Michele, a Palagnedra citata per la prima volta in documenti storici risalenti al 1231, è menzionata in una pergamena del 1236[9]; i ripetuti rimaneggiamenti ne hanno mutato l'originaria struttura, da ultimo quello del 1732[10] in cui venne costruito il coro poligonale e ampliato l'intero edificio, cambiandone anche l'orientamento;
- Lago di Palagnedra;
- Chiesa parrocchiale di Sant'Anna, del 1753 a Rasa[2][11];
- Cappellina della Madonna del Sasso di Orselina (Rasa);
- Casa Borga tra la chiesa e la casa parrocchiale, palazzo seicentesco costruito su progetto di Filippo Martinola a Rasa.
- Chiesa dei Santi Giacomo maggiore e Cristoforo, costruita attorno al 1800 a Verdasio[2][12];
- Oratorio della Madonna di Comino e della Segna, sui Monti di Comino a 1 176 m s.l.m.[13];
- Cappella della Madonna Ungherese a Verdasio;
- Oratorio di San Giovanni Nepomuceno in località Sassalto, un nucleo di case vicino a Verdasio.

## Società

### Evoluzione demografica
Alla fine del XVI secolo la regione raggiunse il suo massimo sviluppo demografico, a cui seguì una graduale diminuzione, che fu interrotta solo nel XIX secolo. Lo spopolamento della valle riprese, però, a partire dal 1950, nonostante la costruzione presso Palagnedra di una diga con bacino di riempimento per lo sfruttamento idroelettrico. Solo Intragna, sede delle principali infrastrutture pubbliche, ha beneficiato a partire dal 1970 di un incremento della popolazione, grazie alla vicinanza con il polo urbano di Locarno.
L'evoluzione demografica è riportata nella seguente tabella:
Abitanti censiti

## Geografia antropica

### Frazioni

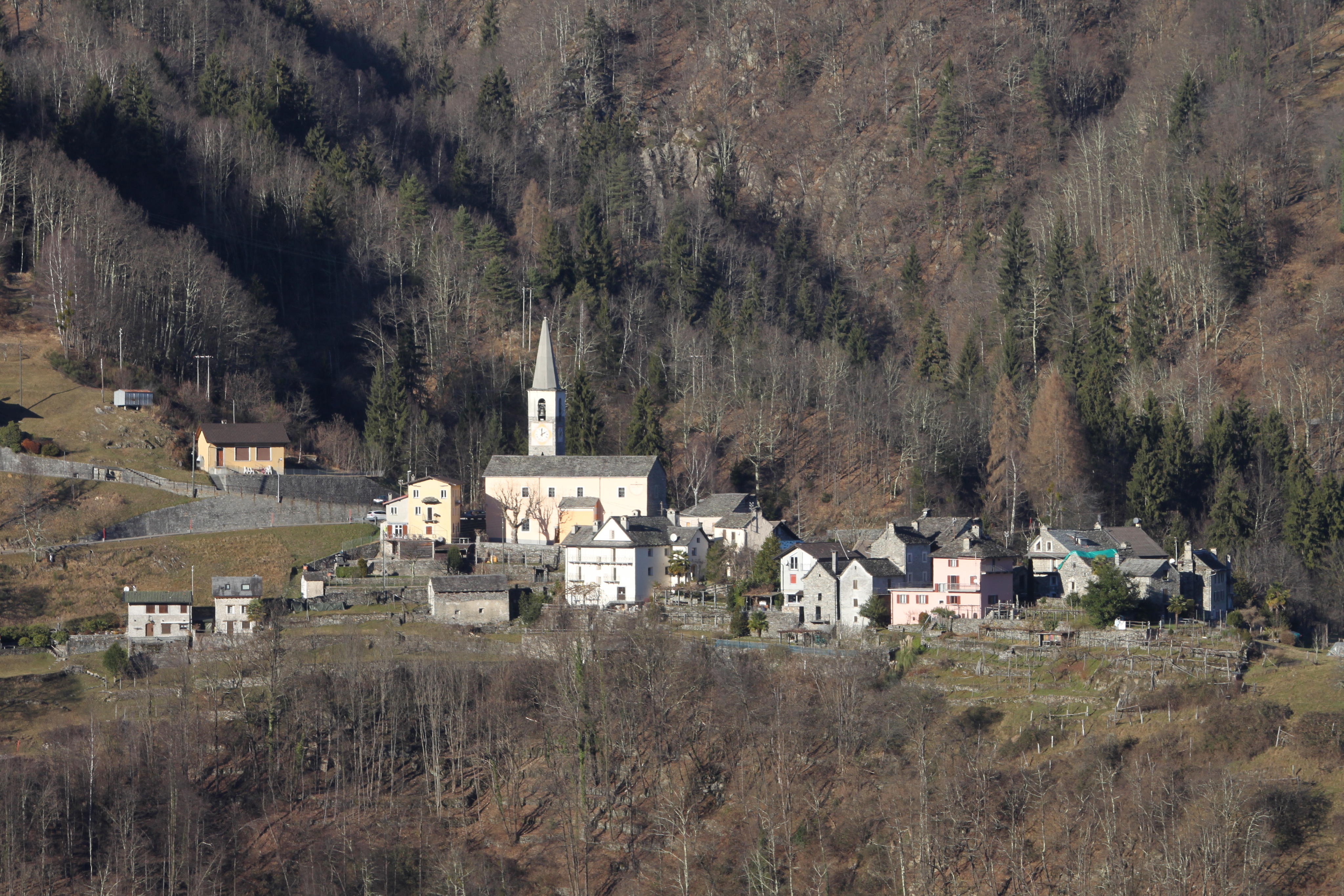
Borgnone

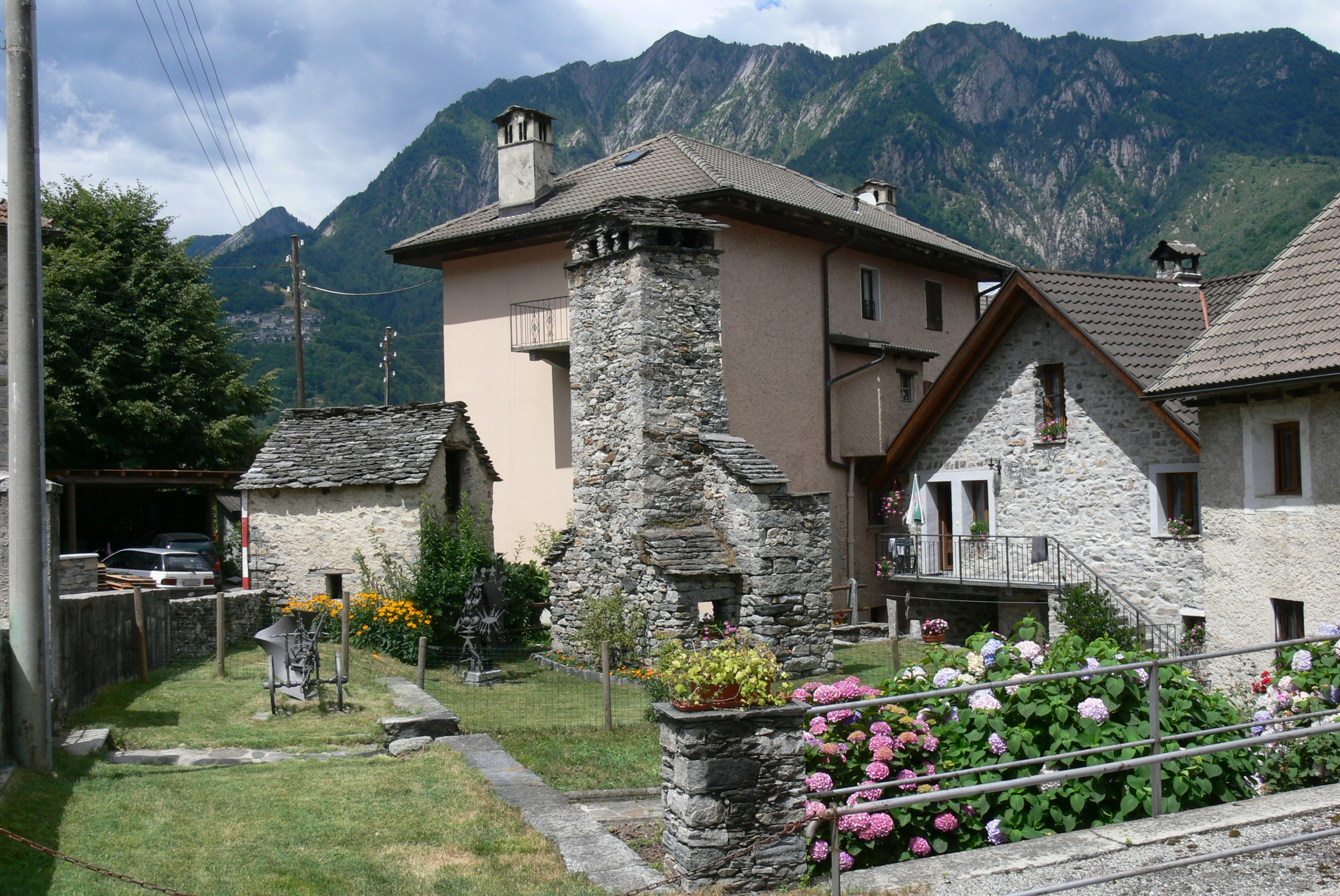
Palagnedra

Le frazioni del Comune di Centovalli sono 19:
- Bordei Archiviato l'11 agosto 2020 in Internet Archive.
- Borgnone
- Calezzo
- Camedo
- Corcapolo con Salmina
- Costa sopra Borgnone
- Costa sopra Intragna
- Cremaso
- Cresto
- Golino
- Intragna
- Lionza
- Mondadello
- Moneto
- Palagnedra
- Pila
- Rasa
- Verdasio con Bolle e Sassalto
- Vosa

L'antica suddivisione in tre comuni non è più in vigore e può essere considerata come storica.

## Economia
Per secoli l'agricoltura, la pastorizia e lo sfruttamento del patrimonio boschivo hanno costituito le principali fonti di reddito per la popolazione di Centovalli. La seconda metà del XX secolo ha visto anche un importante aumento della viticoltura, che ha via via sostituito la campicoltura.

## Infrastrutture e trasporti

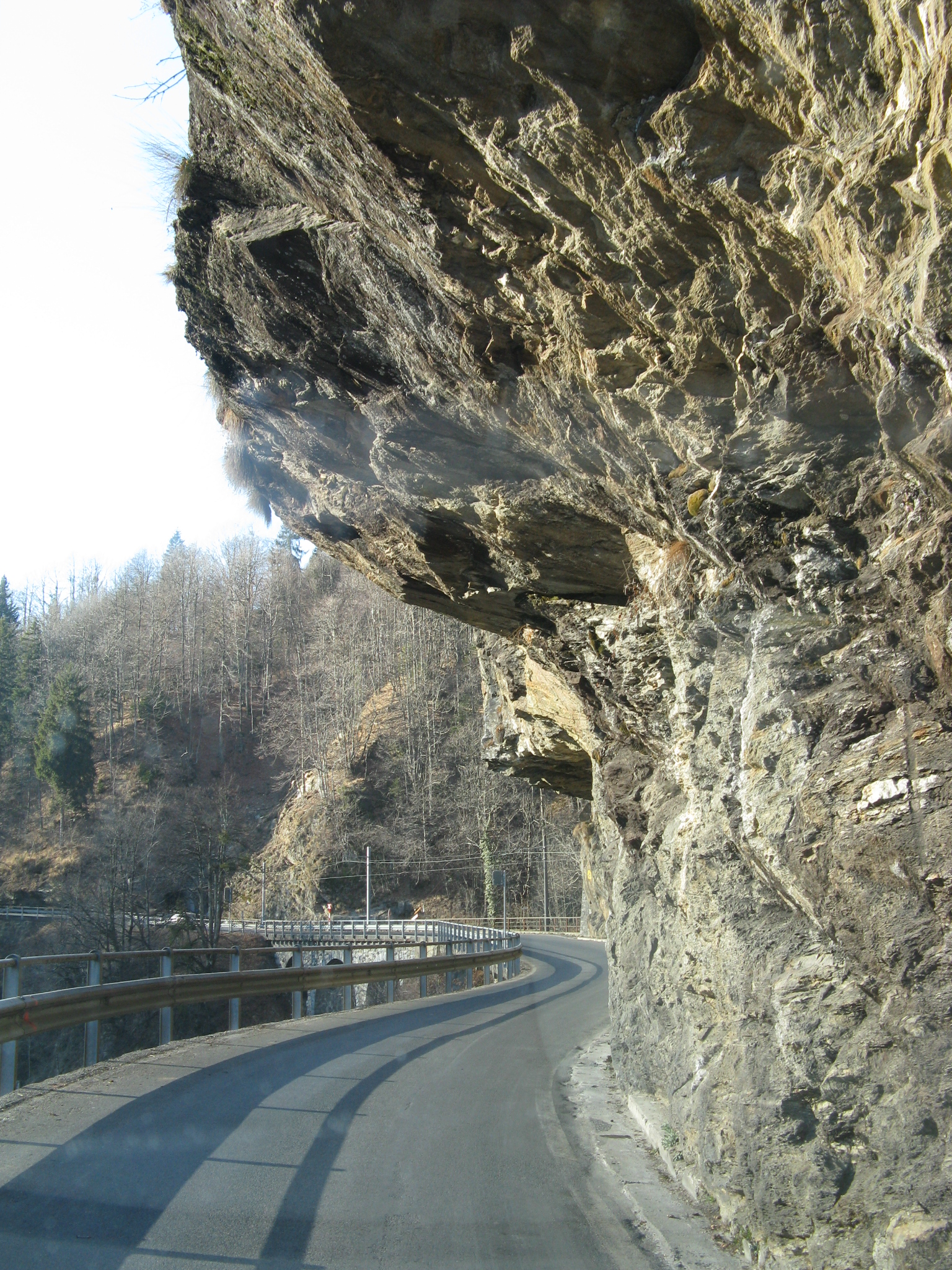
La strada delle Centovalli

I collegamenti nella regione sono sempre stati possibili grazie a una strada mulattiera, che partiva da Losone per proseguire verso Golino, attraversava il fiume Melezza all'altezza di Intragna, quindi raggiungeva l'Italia. L'attuale strada cantonale 560, costruita nel 1846 e collegata alla rete viaria italiana nel 1907, ne riprende in gran parte il tracciato. Una seconda mulattiera invece superava la Melezza subito dopo Intragna, sul ponte di Remagliasco, costeggiava il fiume sul fondovalle e risaliva poi verso le frazioni di Borgnone e Camedo, per proseguire oltre confine. L'abitato di Rasa, escluso dalla rete stradale, è raggiungibile con una funivia dalla frazione di Verdasio. 

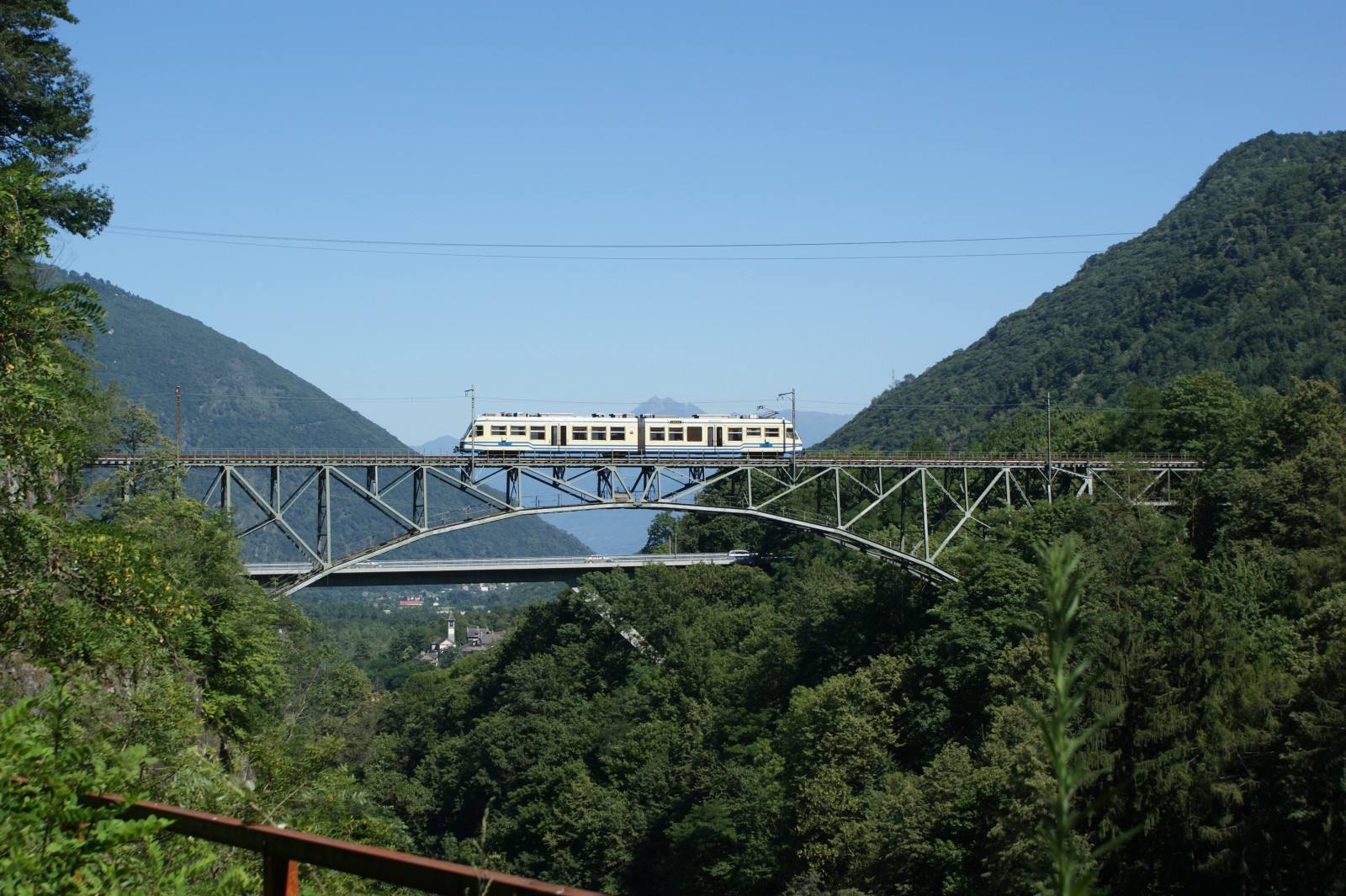
La linea ferroviaria della Centovallina

Tra il 1912 e il 1923 fu realizzata la ferrovia Domodossola-Locarno, localmente chiamata "Centovallina", per permettere il collegamento fra le linee ferroviarie del Gottardo e del Sempione.

## Amministrazione
Ogni famiglia originaria del luogo fa parte di uno dei cosiddetti comuni patriziali e ha la responsabilità della manutenzione di ogni bene ricadente all'interno dei confini del comune. I comuni patriziali presenti all'interno del comune amministrativo di Centovalli sono: patriziato di Intragna, Golino e Verdasio, patriziato di Borgnone e patriziato di Palagnedra e Rasa.